# Rejon horodeński
Rejon horodeński – dawny rejon w składzie obwodu iwanofrankiwskiego.
Rejon został utworzony w 1939, jego powierzchnia wynosiła 747 km². Władze rejonu znajdowały się w Horodence. W jego skład wchodziło miasto rejonowe, Horodenka, jedno osiedle typu miejskiego, Czernelica oraz 48 osad wiejskich. Przewodniczącym Horodenkowskiej Rady Rejonowej był Bogdan Kobylański. 

W wyniku reformy administracyjno-terytorialnej 19 lipca 2020  roku obszar rejonu wszedł w skład rejonu kołomyjskiego.
Horodenka, podobnie jak inne jednostki administracyjne: Śniatyn, Kołomyja, Tłumacz i Tyśmienica, wchodzi w skład regionu etnograficznego zwanego Pokuciem.
Największą rzeką rejonu (i zarazem granicą z obwodem tarnopolskim) jest Dniestr płynący z północnego zachodu na południowy wschód.

## Spis miejscowości
- Biłka (Білка)
- Chmielowa (Хмелева)
- Chwaliboga (Хвалибога)
- Czernelica (Чернелиця)
- Czerniatyn (Чернятин)
- Czortowiec (Чортовець)
- Daleszowa (Далешове)
- Dąbki (Дубка)
- Głuszków (Глушків)
- Horodenka (Городенка)
- Horodnica (Городниця)
- Jakubówka (Якубівка)
- Jasienów Polny (Ясенів-Пільний)
- Kolanki (Колінки)
- Kopaczyńce (Копачинці)
- Korniów (Корнів)
- Kotykiwka (Котиківка)
- Kunisowce (Кунисівці)
- Łuka (Лука)
- Michalcze (Михальче)
- Monaster (Монастирок)
- Niezwiska (Незвисько)
- Nowoseliwka (Новоселівка)
- Okno (Вікно)
- Olchowiec (Вільхівці)
- Olejowa Korniów (Олієво-Корнів)
- Olejowa Korolówka (Олієво-Королівкa)
- Ostrowiec (Острівець)
- Perediwanie (Передівання)
- Potoczyska (Поточище)
- Probabin (Пробабин)
- Pruchniszcze (Прикмище)
- Rakowiec (Раковець)
- Raszków (Рашків)
- Repużyńce (Репужинці)
- Rohynia (Рогиня)
- Rosochacz (Росохач)
- Semenówka (Семенівка)
- Serafińce (Серафинці)
- Siemakowce (Семаківці)
- Słobódka[3] (Слобідка)
- Soroki (Сороки)
- Strzylcze (Стрільче)
- Targowica (Торговиця)
- Toporowce (Топорівці)
- Tyszkowce (Тишківці)
- Uniż (Уніж)
- Wierzbowce (Вербівці)
- Winograd (Виноград)
- Woronów (Воронів)